# 王傑 (直隶)
王傑（？—？），中國清朝武官官員，本籍直隸。1705年奉旨調任前往台灣，接任李友臣擔任當時台灣地區最高軍事首長台灣鎮總兵，後卒於任內，年壽不詳。
| 前任： 李友臣 | 台灣鎮總兵 1705年上任 | 繼任： 王元 |